# Stirlingov motor
Stirlingov motor je mehanska naprava, ki spreminja toplotno energijo  v mehansko delo. Toplotni stroj deluje po krožnem ciklu s kompresijo in ekspanzijo delovnega plina (medija). Faze delovanja motorja opisuje istoimenski Stirlingov cikel. Včasih se za ločevanje od motorjev motorjev na notranje zgorevanje (MNZ) uporablja termin motor na zunanje zgorevanje. Toplote ne dovajamo v notranjosti cilindrov kot pri dizelskemu ali pa bencinskemu motorji. Ni pa nujno da je vir toplote zgorevanje goriva. Lahko deluje na katerikoli toplotni vir, kot je npr. koncentrirani toplotni žarki.
Izumil ga je že leta 1816 škotski izumitelj Robert Stirling, kot alternativa parnemu stroju-